# Joselyn Brea
Pour les articles homonymes, voir González.
Joselyn Daniely Brea Abreu née le 12 août 1994 est une athlète et triathlète vénézuelienne, spécialiste des courses de fond et double championne du monde de duathlon.

## Biographie
Elle est la sœur ainée de Edymar Brea.
Les 14 et 15 avril 2021, à Barinas, elle établit de nouveaux records du Venezuela du 1 500 mètres (4 min 12 s 92) et du 5 000 mètres (15 min 21 s 41).
Elle remporte deux médailles lors des championnats d'Amérique du Sud 2021 à Guayaquil : l'or sur 1 500 m dans le temps de 4 min 15 s 05 et le bronze sur 5 000 m en étant devancée par sa sœur Edymar Brea et l'Argentine Florencia Borelli.
.
Elle s'impose dans l'épreuve du 1 500 m des championnats ibéro-américains 2022.
Le 16 juillet 2023, elle fait ses débuts en Ligue de diamant à l'occasion du Mémorial Kamila Skolimowska, sur 3 000 m où elle termine 10e de la course pour battre le record d'Amérique du Sud, en 8 min 43 s 26. Elle améliore de dix secondes l'ancienne marque détenue depuis 2022 par l'Argentine Florencia Borelli.

## Palmarès en athlétisme
| Date | Compétition                              | Lieu         | Résultat | Épreuve       | Temps           |
| ---- | ---------------------------------------- | ------------ | -------- | ------------- | --------------- |
| 2021 | Championnats d'Amérique du Sud           | Guayaquil    | 1re      | 1 500 m       | 4 min 15 s 05   |
| 2021 | Championnats d'Amérique du Sud           | Guayaquil    | 3e       | 5 000 m       | 15 min 48 s 24  |
| 2022 | Championnats ibéro-américains            | La Nucia     | 1re      | 5 000 m       | 16 min 8 s 83   |
| 2022 | Jeux bolivariens                         | Valledupar   | 1re      | 1 500 m       | 4 min 16 s 64   |
| 2022 | Jeux sud-américains                      | Asunción     | 4e       | 1 500 m       | 4 min 20 s 08   |
| 2022 | Jeux sud-américains                      | Asunción     | 2e       | 5 000 m       | 15 min 46 s 75  |
| 2023 | Jeux d'Amérique centrale et des Caraïbes | San Salvador | 1re      | 1 500 m       | 4 min 10 s 39   |
| 2023 | Jeux d'Amérique centrale et des Caraïbes | San Salvador | 1re      | 5 000 m       | 15 min 10 s 60  |
| 2023 | Jeux d'Amérique centrale et des Caraïbes | San Salvador | 1re      | Semi-marathon | 1 h 15 min 04 s |
| 2023 | Jeux panaméricains                       | Santiago     | 1re      | 1 500 m       | 4 min 11 s 80   |
| 2023 | Jeux panaméricains                       | Santiago     | 1re      | 5 000 m       | 16 min 4 s 12   |
| 2024 | Jeux olympiques                          | Paris        | 15e      | 5 000 m       | 15 min 17 s 04  |

## Records
| Épreuve | Temps               | Lieu        | Date            |
| ------- | ------------------- | ----------- | --------------- |
| 1 500 m | 4 min 5 s 78 (NR)   | Atlanta     | 31 mai 2024     |
| Mile    | 4 min 27 s 41 (AR)  | Monaco      | 21 juillet 2023 |
| 3 000 m | 8 min 43 s 26 (AR)  | Chorzów     | 16 juillet 2023 |
| 5 000 m | 14 min 36 s 59 (AR) | Los Angeles | 17 mai 2024     |

## Palmarès en triathlon et duathlon
Le tableau présente les résultats les plus significatifs (podium) obtenus sur le circuit international de triathlon et de duathlon depuis 2012,.
| Année | Compétition                            | Pays       | Position           | Temps           |
| ----- | -------------------------------------- | ---------- | ------------------ | --------------- |
| 2022  | Championnats du monde de duathlon      | Roumanie   | Médaille d'or      | 1 h 54 min 30 s |
| 2022  | Jeux mondiaux - duathlon               | États-Unis | Médaille de bronze | 2 h 2 min 42 s  |
| 2021  | Championnats du monde de duathlon      | Espagne    | Médaille d'or      | 2 h 0 min 19 s  |
| 2019  | Triathlon West Asian Championships     | Bahreïn    | Médaille d'or      | 1 h 5 min 28 s  |
| 2013  | Championnats Pan Américain de duathlon | Mexique    | Médaille d'or      | 2 h 0 min 40 s  |
| 2012  | Championnats Pan Américain de duathlon | Venezuela  | Médaille d'or      | 2 h 9 min 11 s  |